# Còria
Còria (en castellà i oficialment Coria), "muy noble y muy leal Ciudad de Coria" (molt noble i molt lleial Ciutat de Còria), és un municipi de la província de Càceres a la comunitat autònoma d'Extremadura. Està situat a la comarca de Las Vegas del Alagón, a 68 km de Càceres. Té una superfície de 103 km² i una població de 12930 habitants (cens de 2015). El codi postal és 10800. Còria és seu del bisbat de Còria-Càceres i compta amb catedral. La ciutat vella estava delimitada per les antigues muralles romanes, amb diverses portes (Carmen, San Ginés, San Francisco) que comunicaven amb els primers ravals al nord-est i oest. La seva festa local és Sant Joan.

## Geografia
Limita amb Calzadilla i Guijo de Còria al nord, Morcillo a l'est, Portaje i Torrejoncillo al sud, Casas de Don Gómez i Casillas de Còria a l'oest. El riu Alagón rega el seu terme. A la rodalia de la ciutat hi ha les anomenades "cuestas", petits turons, dels quals els principals són Mínguez i la Calzadilla.

## Demografia
| 1930 | 1940 | 1950 | 1960 | 1970  | 1981  | 1991  | 2000  | 2010  | 2015  |
| ---- | ---- | ---- | ---- | ----- | ----- | ----- | ----- | ----- | ----- |
| 3385 | 4499 | 5211 | 8123 | 10101 | 10390 | 11108 | 12540 | 12962 | 12930 |

## Història
El seu nom primitiu fou Caurium que podria derivar del celta car (fortalesa) i del basc zuria (blanc) que donava Carzuria (Fortalesa Blanca) del que va derivar el nom romà i després Kuriya (o Kawriya) sota els musulmans. Caurium era una població estipendiària. Ptolemeu l'esmenta com Cauria Vetona dins de la Lusitània. En la comarca hi va tenir un campament Viriat.
Sota els visigots va ser elevada a seu episcopal i un dels seus bisbes consta a les actes d'un dels concilis de Toledo. Al segle VII havia entrat en decadència. Ocupada pels musulmans vers 713 va pertànyer al clima d'al-Kasr i al-Idrisi la descriu com una vila bonica, sòlida i espaiosa, amb uns camps ubèrrims.
Quan els musulmans es van retirar cap al sud en els anys que van seguir la fam del 753, la població va quedar en zona de frontera i fou un dels principals centres dels amazics al nord-oest, recuperant la seva antiga importància. El 786 estava revoltada sota la direcció d'Abu l-Aswad Muhammad ibn Yusuf al-Fihri, que fou atacat per Abd al-Rahman I. Sota l'emir omeia Muhàmmad I (852-886) es va revoltar vers 854 Muhammad ibn Tadjit -Masmudi, suposadament el rebel que la Crònica d'Alfons III esmenta com Zeth (Zeith o Zeiti), que es va aliar al marwànida Abd al-Rahman ben Marwan ben Yunus al-Djilliki, i es va proclamar rei; el seu estat es va estendre a Plasència i a Càceres, amb capital a Còria. El 861 fou conquerida per Ordoni I d'Astúries, però al cap d'uns mesos al-Mundhir, successor de Zeth, la va recuperar. Els astur-lleonesos sota Alfons III d'Astúries la van assetjar sense èxit el 868 però finalment la van ocupar altre cop pocs anys després. El 897 Al-Mansur (Almansor) la va recuperar en la seva campanya d'aquell any.
Alfons VII de Lleó la va conquerir el 1077 i s'hi va refugiar després de la derrota a la batalla de Zalaca el 23 d'octubre de 1086, però es va perdre (després de la seva mort el 1109) a mans dels almoràvits (1119); això no obstant, el 1142, Alfons VII de Lleó i Castella va recuperar. Muhammad de Còrdova la va conquerir el 1191 però finalment els cristians la van recuperar definitivament sota Alfons VIII de Castella després del 1212. El rei castellà va restaurar els edificis importants i va restablir la seu episcopal que estava vacant des de la conquesta musulmana.
Enric IV de Castella (1454 - 1474) va erigir Còria en capital d'un comtat que va donar a Gutierre de Cáceres y Solis i va passar després a García Alvárez de Toledo (el primer duc d'Alba) al qual el rei va elevar a marquès el 20 de desembre de 1470. El marquesat s'ha mantingut dins els títols de la casa d'Alba.
Pocs fets rellevants van passar a Còria posteriorment. L'1 de novembre de 1755 el terratrèmol de Lisboa va afectar la població i una torre de la catedral es va ensorrar i va matar els que aquell dia assistien a la missa de Tots Sants. Durant la guerra del Francès fou assassinat el bisbe de Còria Juan Álvarez de Castro al poble proper d'Hoyos. Després del 1815 es va formar el municipi constitucional capital de partit judicial. Al cens del 1842 tenia 510 cases i 2.794 habitants (corians), que eren 925 edificis i 3.142 habitants vers 1910.
En la dècada del 1960 el bisbat es va traslladar a Càceres per decisió del seu bisbe Manuel Llopis Ivorra, i en aquesta capital provincial es va reinstal·lar la major part dels béns eclesiàstica. La diòcesi va agafar el nom de Còria-Cáceres; nominalment la càtedra diocesana va romandre a Còria.

## Edificis destacats
- Castell, de forma pentagonal, del que només es conserva una planta de les cinc que tenia, amb un terrat amb merlets. Té al costat una torreta també amb merlets i a la part sud un castellet que formava antigament l'entrada.
- Catedral fundada el 1108, d'una sola nau d'estil gòtic; l'altar és xurrigueresc i de fusta. Les cadires del cor són de 1489. Hi ha la tomba de Catalina Díez, esposa de Martín Caballero, el mestre d'obres que el 1487 va dirigir la restauració de la façana, i la tomba de García de Galarza, bisbe de Còria sota Felip II, amb estàtua, propera a l'estàtua d'un altra bisbe, Pedro Ximénez de Prézamo.
- Palau del duc d'Alba
- Hospital de Bardales
- Palau episcopal
- Seminari conciliar (de 1623)
- Convent de Santa Isabel
- Església de Santiago Apòstol
- Sinagoga, casa del temps dels jueus datada el 1474, no una autèntica sinagoga.
- Pont al sud, en sec, ja que el riu es va desviar.

## Persones il·lustres
- Rafael Sánchez Mazas, escriptor i polític del segle xx. Ministre sense cartera en el primer govern franquista i President del Patronat del Museu del Prado.
- Rafael Sánchez Ferlosio, escriptor i assagista, fill de l'anterior. Premi Cervantes.
- Cesar Sanchez Dominguez, exporter del Reial Saragossa, Reial Madrid, València CF i altres.